# Kirche Skaisgirren

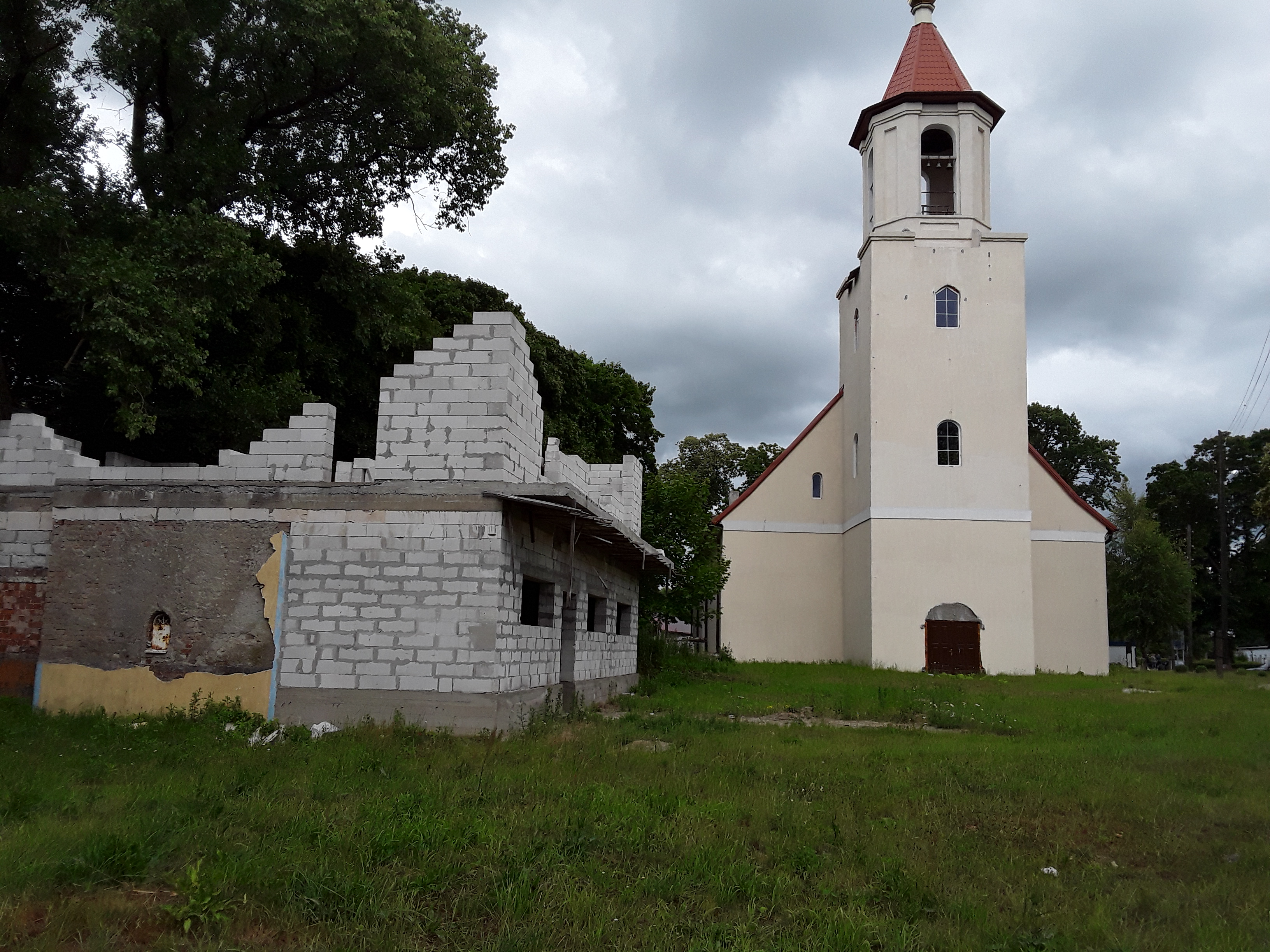
Kirche Skaisgirren (Kreuzingen), links ehemalige Aussegnungshalle

Die Kirche Skaisgirren (Standort in Groß Skaisgirren, 1938 bis 1946: Kreuzingen) ist ein Feldsteinbau aus dem 18. Jahrhundert und war bis 1945 evangelische Pfarrkirche für das weitflächige Kirchspiel des jetzt Bolschakowo genannten Ortes im einstigen Ostpreußen und der heutigen Oblast Kaliningrad (Gebiet Königsberg (Preußen)) in Russland.

## Lage
Das heutige Bolschakowo liegt 86 km nordöstlich der Stadt Kaliningrad (Königsberg) am Kreuzungspunkt der russischen Fernstraßen A 190 (einstige deutsche Reichsstraße 126), A 197 (Reichsstraße 137) und A 216 (Reichsstraße 138, heute auch Europastraße 77). Der Ort ist Bahnstation an der Bahnstrecke Kaliningrad–Sowetsk (Königsberg–Tilsit).
Die Kirche steht südöstlich des Bahnhofs an der uliza Gagarina (frühere Hauptstraße) gegenüber dem Kriegerdenkmal.

## Kirchengebäude
Der Ort Skaisgirren wird erstmals 1583 genannt. Seit 1693 gab es in Groß Skaisgirren eine Kirche. Der erste Bau wurde in den Jahren 1772 und 1773 durch einen rechteckigen Feldsteinbau ersetzt. Im Jahr 1807 diente das Kirchengebäude Napoleons Soldaten als Pferdestall und Wagenremise, er selber logierte im Pfarrhaus. Am 17. Januar 1818 wurde der hochragende Kirchturm durch einen Orkan beschädigt. Auf dem bis zum Mauerwerk abgetragenen Turm wurde ein Notdach montiert. Drei Jahrzehnte später errichtete man einen Dachreiter. Im Jahr 1853 wurde eine grundlegende Renovierung der Kirche fällig.
Der Kircheninnenraum war flach gedeckt und hatte zwei Seitenemporen. Altar und Kanzel waren miteinander verbunden. An der Wand links und rechts vom Kanzelaltar waren zwei im Jahr 1911 entstandene Ölgemälde angebracht, die die Kreuzigung Jesu bzw. seine Auferstehung zeigten.
Die Orgel stammte aus der Gründerzeit der Kirche. Das Geläut bestand aus zwei Glocken.
Im Zweiten Weltkrieg blieb das Gebäude unbeschädigt. Die Teile des Turms oberhalb des Kirchenschiffs wurden abgetragen, die Fenster vorübergehend zugemauert. Die Kirche nutzte man zweckentfremdet als Kulturhaus, danach auch als Kaufhalle und schließlich als Kino und Bühnensaal. Die Sakristei und die Vorhalle waren zuletzt grundlegend zerstört und lediglich die Turmruine erinnerte lange Zeit an das einstige Gotteshaus. Inzwischen hat die Orthodoxe Kirche das einst baufällige Gebäude übernommen und grundlegend saniert. Auch der Turm bekam eine neue Haube.
An der Südseite der Kirche steht noch heute das einst schmucke und heute eher deplatziert wirkende Friedhofsportal unweit der ehemaligen Aussegnungshalle, die lange Zeit als Imbissbude diente, inzwischen aber ebenfalls rekonstruiert wird. Die Umbauarbeiten waren im Sommer 2018 noch nicht abgeschlossen.

## Kirchengemeinde
Eine evangelische Kirchengemeinde wurde in Groß Skaisgirren im Jahre 1693 gegründet. Das Kirchenpatronat war staatlich. Für die wachsende Gemeinde wurde dem amtierenden Pfarrer ab 1847 ein Hilfsprediger zur Seite gestellt, im Jahre 1895 wurde außerdem eine zweite Pfarrstelle errichtet. Bis 1945 gehörte das Kirchspiel Skaisgirren, das 1925 9.091 Gemeindeglieder in mehr als 40 Orten und Ortschaften zählte, zum Kirchenkreis Niederung (Elchniederung) innerhalb der Kirchenprovinz Ostpreußen der Kirche der Altpreußischen Union.
Aufgrund von Flucht und Vertreibung der einheimischen Bevölkerung in Kriegsfolge und der restriktiven Kirchenpolitik der Sowjetunion kam das kirchliche Leben in Bolschakowo zum Erliegen.
Erst in den 1990er Jahren bildete sich hier wieder eine evangelisch-lutherische Gemeinde. Sie ist eine Filialgemeinde innerhalb der Kirchenregion der Salzburger Kirche in Gussew (Gumbinnen) innerhalb der Propstei Kaliningrad der Evangelisch-lutherischen Kirche Europäisches Russland.

### Kirchspielorte
Insgesamt 42 Orte und Siedlungen gehörten bis 1945 zum weitflächigen Kirchspiel der Kirche Skaisgirren:
| Name                                      | Änderungsname 1938 bis 1946 | Russischer Name   |  | Name          | Änderungsname 1938 bis 1946             | Russischer Name  |
| ----------------------------------------- | --------------------------- | ----------------- |  | ------------- | --------------------------------------- | ---------------- |
| Basznitzkallen 1936–1938: Baschnitzkallen | Steilberg                   |                   |  | Kletellen     | Georgenheide                            | Uroschainoje     |
| Berkeln                                   |                             |                   |  | Kumpelken     | Kämpen                                  |                  |
| Bersteningken                             | Eckwalde                    |                   |  | Lankeningken  | Altmühle                                |                  |
| Borstehlischken                           | Borstehnen                  |                   |  | Lepienen      | Gerhardsheim                            |                  |
| Demmenen                                  | Demmen                      | Priwolnoje        |  | Liedemeiten   | Gerhardsweide                           | Ochotnoje        |
| Endrejen                                  | Ossafelde                   | Pobedino          |  | Makohnen      | 1938: Kreuzungen 1938–1946: Mühlenkreuz |                  |
| Finkenhof                                 |                             |                   |  | Margen        |                                         | Sadoroschnoje    |
| Gerhardwalde                              |                             |                   |  | Obschruten    | Gerhardgrund                            |                  |
| Gobienen                                  |                             | Nagornoje         |  | Oschweningken | Breitenhof                              |                  |
| Groß Asznaggern                           | ab 1936: Grenzberg          | Pridoroschnoje    |  | Osseningken   | ab 1931:Grünau                          | Ossinowka        |
| Groß Girratischken                        | Wartenhöfen                 |                   |  | Ossupönen     |                                         |                  |
| Groß Skaisgirren                          | Kreuzingen                  | Bolschakowo       |  | Parwischken   | Parwen                                  | Peski            |
| Groß Wabbeln                              | Kleingrenzberg              |                   |  | Petschkehmen  |                                         |                  |
| Groß Wixwen                               | Vielbrücken                 | Pobedino          |  | Schillehlen   | Tannenhöhe                              |                  |
| Gründann                                  |                             |                   |  | Schudlidimmen | Schulzenwiese                           | Nowostrojewskoje |
| Grünhof-Kippen                            |                             |                   |  | Wargutschen   | Tannenhöhe                              |                  |
| Jagsten                                   |                             | Poddubje          |  | Wegnerminnen  | Wegnersdorf                             |                  |
| Kischen                                   |                             | Wischnjaki        |  | Weidgirren    | Gerhardshöfen                           | Kamyschewka      |
| Klein Girratischken                       | Gronwalde                   | Krasnosnamenskoje |  | Wilhelmsbruch |                                         |                  |
| Klein Ischdaggen                          | Georgenforst                |                   |  | Wilhelmsheide |                                         |                  |
| Klein Skaisgirren                         | Kleinkreuzingen             | Radischewo        |  | Wirblauken    | Rutenfelde                              |                  |

### Pfarrer
An der Kirche Skaisgirren amtierten zwischen 1693 und 1945 als evangelische Geistliche:
- Matthäus Wilhelm Meissner, 1693–1708
- Adam Fr. Schimmelpfennig, 1708–1740
- Johann Philipp Wilde, 1741–1776
- Heinrich Gottlieb Schultz, 1776–1788
- Albrecht Fr. Reitenbach, 1788–1797
- Friedrich Ernst Mikisch, 1797–1807
- Johann Gottlieb Marks, 1807–1819
- Friedrich Leopold Hahn, 1819–1840
- Friedrich Wilhelm Lucks, 1840–1884
- Karl Eduard Strohmann, 1847–1853[9]
- Robert Fr. Th. Boettcher, 1854[10]
- Johann Anton Max Heck, 1857–1859
- Gustav Albert (?) Hubert, 1859–1862
- Gottfried Hermann Marold, 1885–1892
- Hermann Cölestin G. Ebel, 1888–1890
- Georg Richard E. Woede, 1890–1892
- Eduard Otto David Köhler, 1892–1893
- Ernst Rudolf Max Wohlfromm, 1893–1906
- Paul Stanislaus Siegel, 1894–1896
- Rudolf Franz Th. Glogau, 1895–1909
- Karl Eduard Rebschies, 1907–1919
- Karl Wessolleck, 1909–1937
- Gustav Müller, 1919–1933
- Erich Klinger, 1933–1943
- Horst Lekszas, 1937–1940
- Heinz Neuhof, 1939
- Kurt Streetz, bis 1940
- Heinz Neubert, 1940–1945
- Gerhard Schultz, 1943–1945